# وروتسنگ
وروتسنگ (به لاتین: Wroceń) یک روستا در لهستان است که در گمینا گونگانز واقع شده‌است.